# Morazzone (pittore)
Pier Francesco Mazzucchelli, detto il Morazzone (Morazzone, 29 luglio 1573 – Piacenza, 1626), è stato un pittore italiano dell'età della Controriforma.

## Biografia
Figlio di Cesare Mazzucchi detto il Tachino e di Ermelina da Fagnano, Pier Francesco nacque a Morazzone presso Varese il 29 luglio 1573. Si trasferì ancora bambino a Roma con la famiglia.
Formatosi a Roma nell'ambito di Ventura Salimbeni e accostatosi poi al Cavalier d'Arpino, Morazzone dipinse nella città eterna diverse opere; perdute quelle in Laterano e nella basilica di San Pietro, restano due affreschi in San Silvestro in Capite (Visitazione e l'Adorazione dei magi).

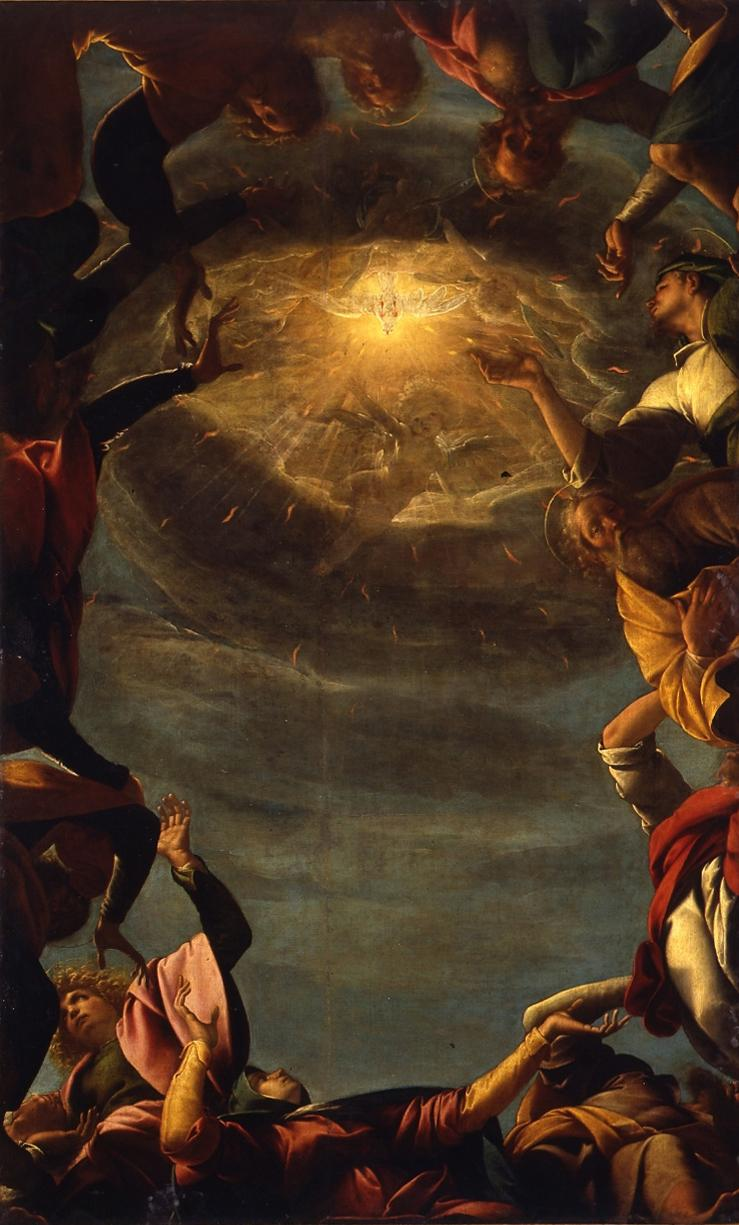
Pentecoste, Milano, Pinacoteca del Castello Sforzesco

Tornato in Lombardia nel 1598, Morazzone eseguì un importante ciclo di affreschi nella cappella del Rosario in San Vittore a Varese. Successivamente è impiegato al Sacro Monte di Varallo per decorare tre cappelle: Andata al Calvario, Ecce Homo e Condanna di Cristo e a quello di Varese per la cappella della Flagellazione.
Il 13 novembre 1598 sposò Anna Castiglioni di Morazzone, dalla quale ebbe otto figli; la moglie morì di parto nel 1621.
A Varallo ebbe la possibilità di studiare da vicino l'arte di Gaudenzio Ferrari, il cui influsso costituirà un punto fondamentale del suo stile. 
In questi anni, dopo aver eseguito un ciclo di tele per la parrocchiale di Arona, collaborò con il milanese Piercamillo Landriani detto il Duchino, un artista che era stato in contatto con l'Accademia della Val di Blenio per l'esecuzione di due "quadroni" della serie dei Fatti della vita di San Carlo Borromeo per il Duomo di Milano (1602-1603) e dipinge la tela con la Pentecoste per il soffitto del Tribunale di Provvisione del capoluogo lombardo (poi al Castello Sforzesco di Milano; 1605-1612).
Tra il 1608 e il 1613 il Morazzone fu molto attivo nella città di Como, ove dipinse la pala per la chiesa della Santissima Trinità (ora nella chiesa del Centro Cardinal Ferrari), gli affreschi della volta della sagrestia dei Mansionari nel Duomo, la grande lunetta con "La caduta degli angeli ribelli" per la chiesa di San Giovanni Pedemonte (ora nella pinacoteca civica), le tele in una cappella della chiesa di Sant'Agostino e il Gonfalone della Confraternita del Santissimo Sacramento e di Sant' Abbondio in Duomo, il cui contratto di commissione venne curato da Giovan Battista Borsieri, da Giovan Pietro Odescalchi e dal Canonico Quintilio Lucini Passalacqua. 
Proprio quest'ultimo, intorno al 1613, richiese la collaborazione del Morazzone per realizzare il suo prezioso scrittoio, custodito al Museo del Castello Sforzesco di Milano.
In questo periodo il Morazzone raggiunse una certa notorietà, grazie alla citazione in una poesia di Giovanni Battista Marino che lo definì «immortale, Apelle Insubro». Nel 1616 decorò la Cappella della Porziuncola al Sacro Monte di Orta e la Cappella di San Carlo Borromeo nella collegiata di Borgomanero, dove è collocata anche una sua pala con San Rocco. All'anno successivo risalgono il San Carlo in Gloria della chiesa di santa Maria della Noce a Inverigo e la Madonna del Rosario per la Certosa di Pavia. Nel 1620 concluse gli affreschi della Cappella della Buona Morte in San Gaudenzio a Novara.
Insieme al Cerano e a Giulio Cesare Procaccini firma il famoso Quadro delle tre mani, esposto alla Pinacoteca di Brera.
Negli ultimi anni entrò in contatto con la corte dei Savoia, per cui cominciò un ciclo di affreschi nel castello di Rivoli (terminati poi dall'allievo Isidoro Bianchi) e la tela con la Provincia di Susa, Galleria Sabauda), che avrebbe dovuto far parte di una serie dipinta da pittori milanesi, all'impresa furono coinvolti anche il Cerano e Giulio Cesare Procaccini.
Nel 1626 fu chiamato a Piacenza, nell'ambito del rinnovamento stilistico dell'interno del Duomo (a cui avevano lavorato anche Camillo Procaccini e Ludovico Carracci), per gli affreschi della cupola. 
La morte gli impedì di portare a termine la commissione, eseguita poi dal Guercino.

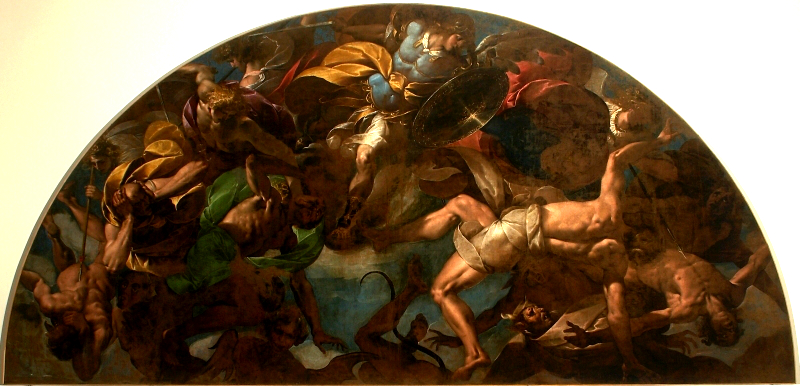
Caduta degli Angeli ribelli, Pinacoteca Civica, Como
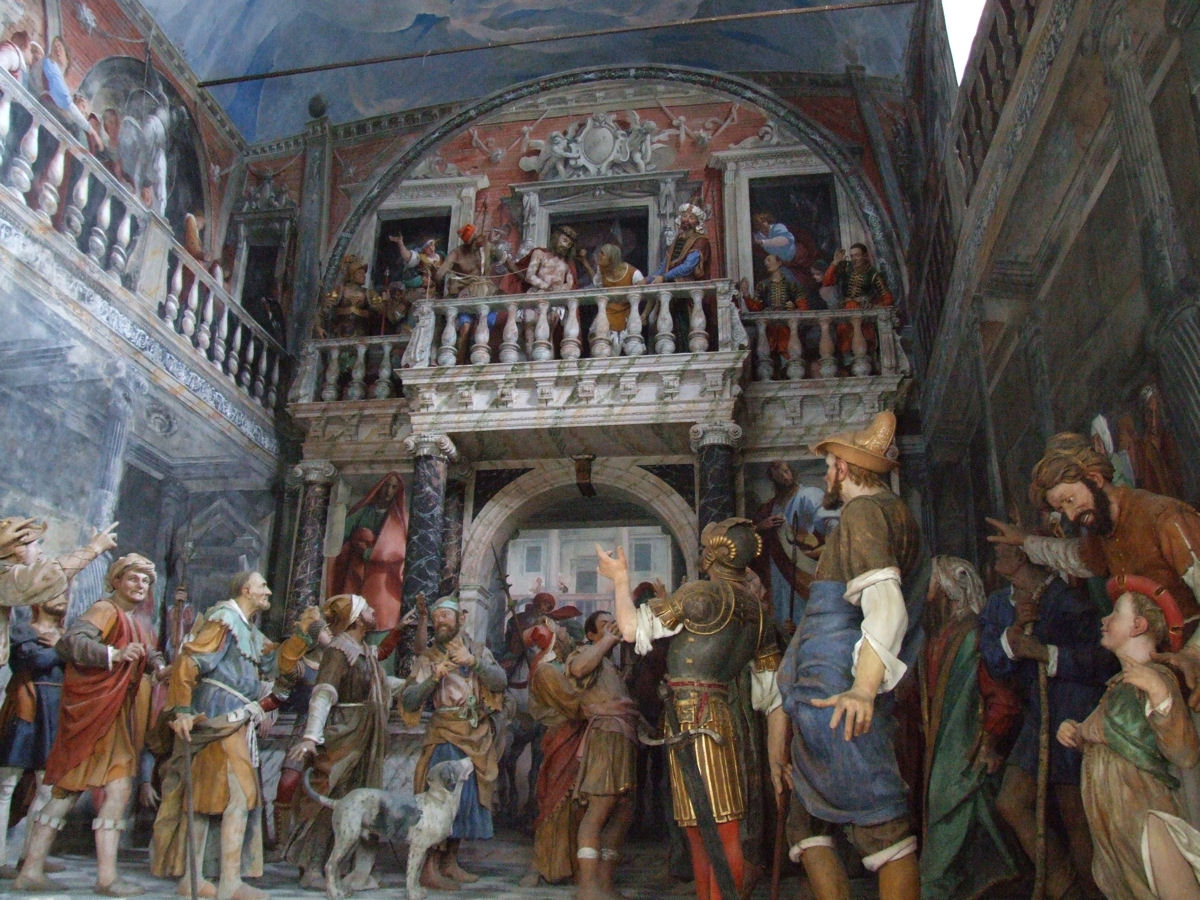
Affreschi nella cappella dell’Ecce Homo (1610), Sacro Monte di Varallo
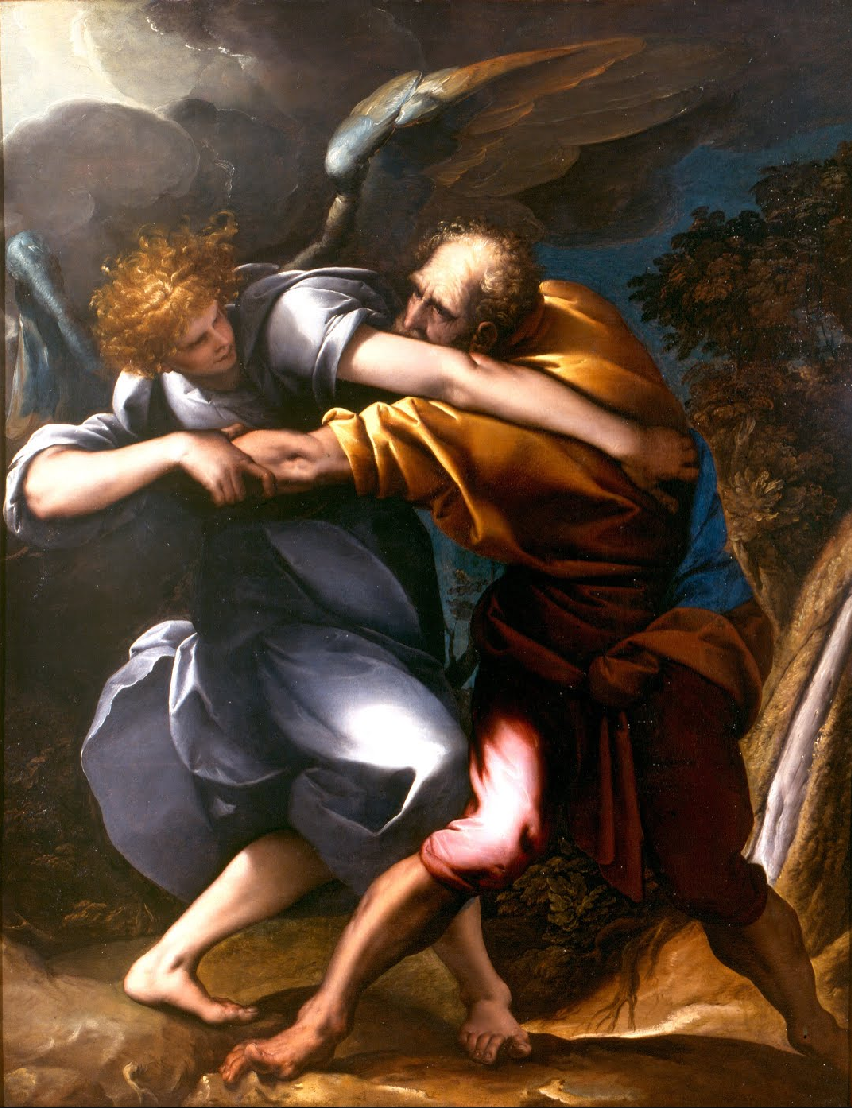
Lotta di Giacobbe con l'angelo, Museo Diocesano di Milano
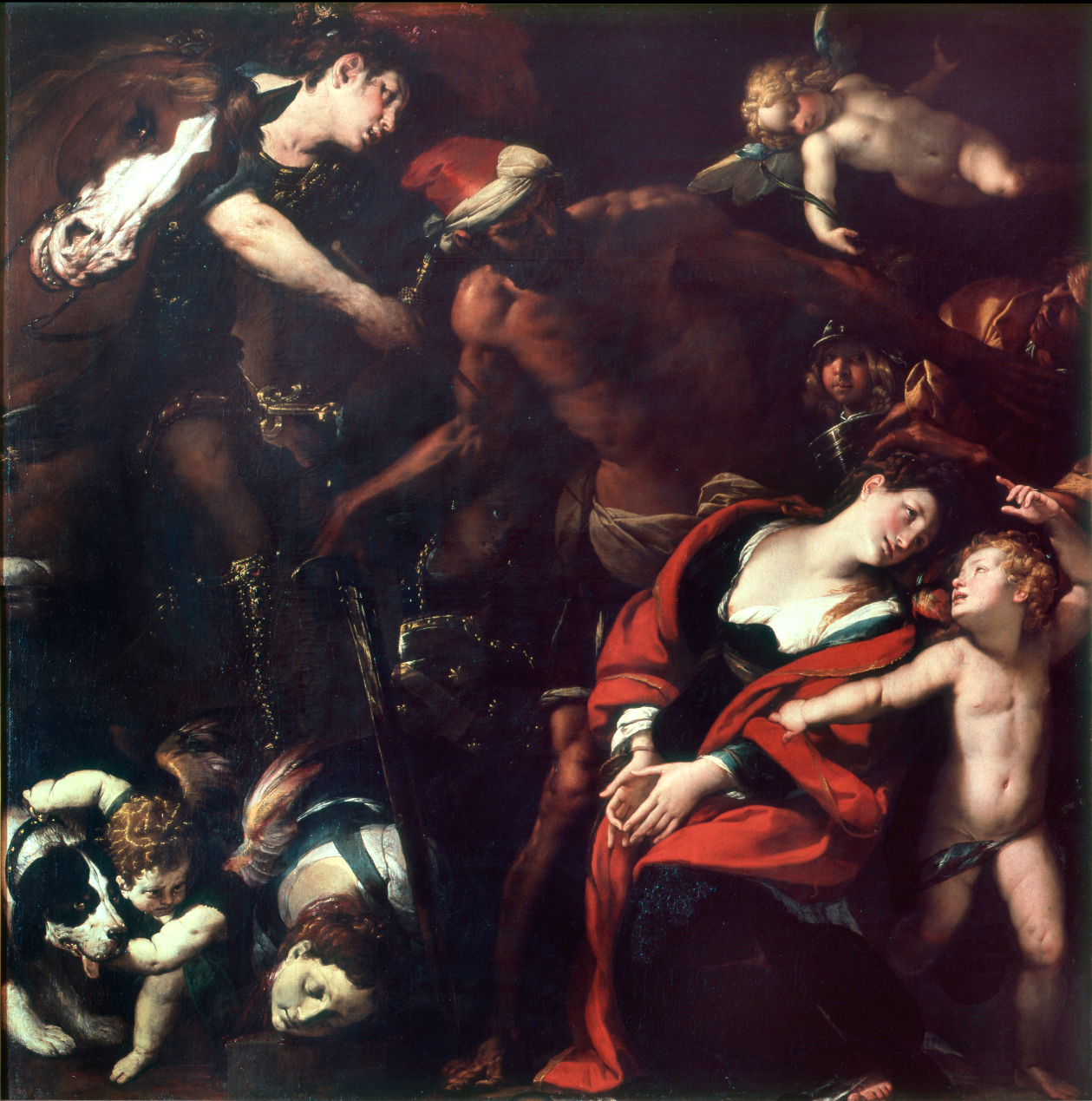
Quadro delle tre mani, Giulio Cesare Procaccini, Il Morazzone, il Cerano, Pinacoteca di Brera di Milano
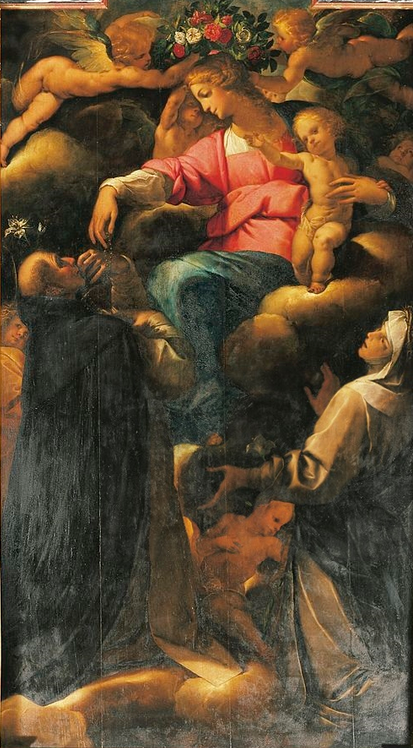
Vergine del Rosario, Certosa di Pavia
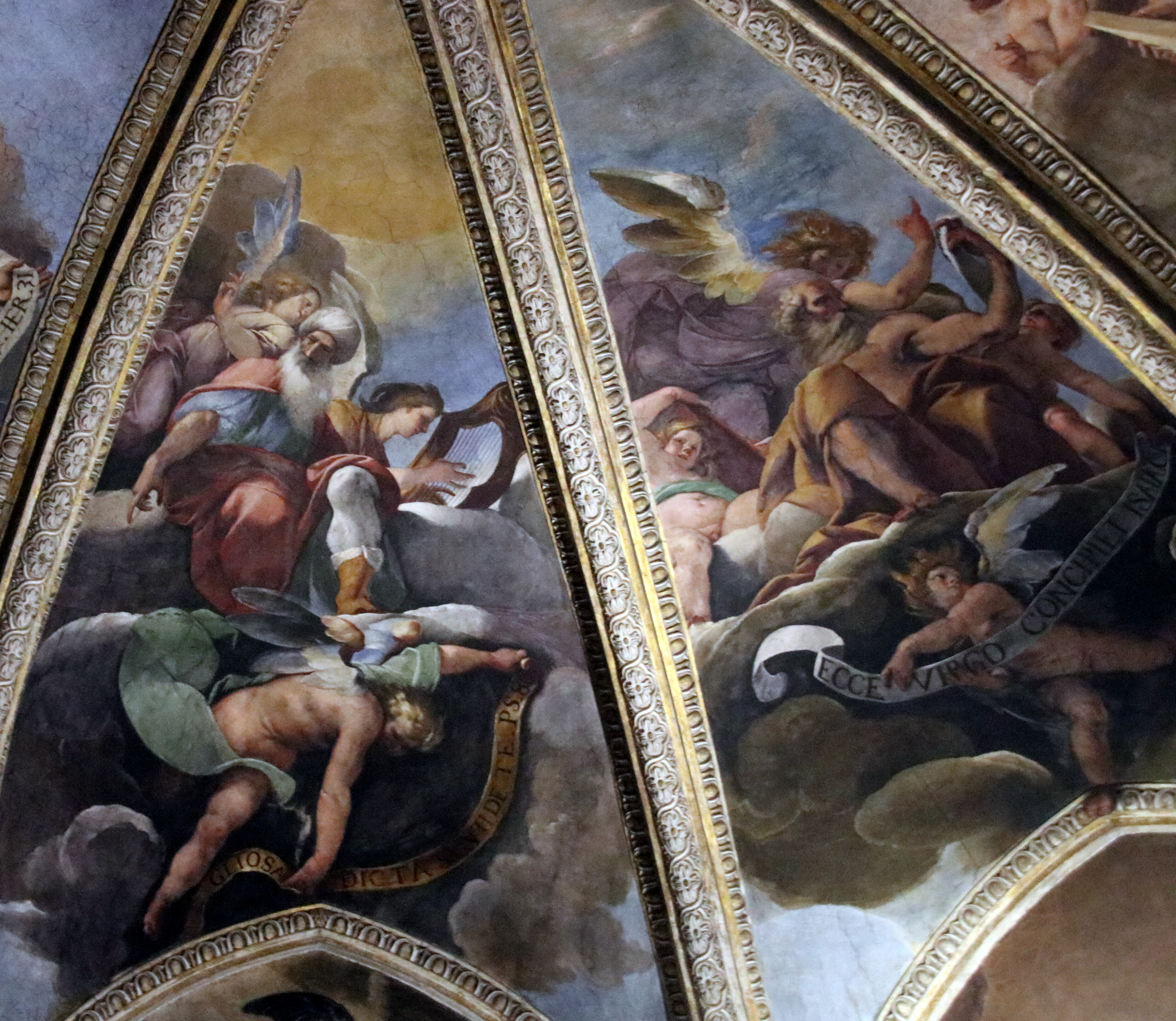
Duomo di Piacenza, cupola, Profeta David e Isaia

## Opere
- La Visitazione e l’Adorazione dei magi, cappella della Concezione di San Silvestro in Capite (Roma), entro il 1596
- Angeli musicanti e Incoronazione della Vergine, volta della cappella del Rosario nella chiesa di San Vittore a Varese, 1598-99
- Carlo Borromeo che rinuncia ai benefici ecclesiastici e Carlo Borromeo che incontra Emanuele Filiberto di Savoia, della serie dei quadroni con storie della vita di Carlo Borromeo, Duomo di Milano
- Affreschi nella cappella dell’Andata al Calvario (1607), dell’Ecce Homo (1610) e della Condanna, del Sacro Monte di Varallo
- Pentecoste, San Rocco, Pinacoteca del Castello Sforzesco, Milano
- Varie tele nella Collegiata della Natività di Maria Vergine, Arona
- Marchesato di Susa, Galleria Sabauda, Torino,
- Gonfalone di S. Abbondio, Duomo di Como, 1608
- Cristo davanti a Caifa, Pilato presenta al popolo Cristo e Barabba, Gesù spogliato e trascinato verso la flagellazione, cappella della Flagellazione del Sacro Monte di Varese, 1608-09,
- Storie di Maria per la cappella della Cintura in Sant'Agostino, Como, 1612
- Pala con la Santissima Trinità nella Chiesa della Santissima Trinità a Como, 1608-1610
- Caduta degli Angeli ribelli, Pinacoteca Civica di Como, 1608
- Caino uccide Abele, Sacrestia dei Mansionari di Como, 1609-1610
- Allegorie dei cinque sensi, decorazione dello scrittoio del vescovo Lucini Passalacqua, Museo dei mobili e delle sculture lignee del Castello Sforzesco
- Storie di S. Giorgio, nella cappella omonima del santuario di Rho
- San Carlo in Gloria, chiesa di Sant'Angelo, Milano
- Adorazione dei Magi, chiesa di Sant'Antonio Abate, Milano
- Sogno di Elia, chiesa di San Raffaele, Milano
- San Carlo in gloria, collegiata di San Bartolomeo di Borgomanero, 1616
- Affreschi dell’undicesima cappella dell’istituzione della Porziuncola, Sacro Monte di Orta, 1617
- Decollazione di san Giovanni Battista, Musei di Strada Nuova - Palazzo Bianco, Genova, circa 1612-1613
- Storie di Maria, cappella del Rosario in San Vittore, Varese
- San Francesco in estasi, Pinacoteca di Brera, Milano[7]
- San Carlo in Gloria, chiesa di santa Maria della Noce, Inverigo, 1618
- Sant'Antonio da Padova col Bambino, 1623, Gemäldegalerie Alte Meister, Dresda
- Madonna del Rosario con il Bambino, San Domenico, Santa Caterina da Siena e tre angioletti, Certosa di Pavia, bozzetto nella Pinacoteca di Brera, Milano
- L'adorazione dei Magi, Pinacoteca Malaspina, Pavia[8]
- affreschi della chiesa di Sant’Ambrogio Olona, Varese
- Quadro delle tre mani, Martirio delle sante Rufina e Seconda, Pinacoteca di Brera, Milano.
- Memento mori e Giudizio universale, cappella della Buona Morte in San Gaudenzio, Novara
- La lotta di Giacobbe e L'angelo, Museo Diocesano, Milano
- Madonna del Miele, Galleria Sabauda, Torino
- ciclo di affreschi nel Castello di Rivoli
- Davide e Isaia, pennacchi della cupola del Duomo di Piacenza
- San Carlo ritrova la Sacra spina, Chiesa di Santa Maria del Cerro, Cassano Magnago